# Meristacarus longisetosus
Meristacarus longisetosus är en kvalsterart som beskrevs av Sandór Mahunka 1978. Meristacarus longisetosus ingår i släktet Meristacarus och familjen Lohmanniidae. Inga underarter finns listade i Catalogue of Life.